# Championnat d'Espagne de football de deuxième division 2005-2006
Navigation
Édition précédente Édition suivante
La saison 2005-2006 de Segunda División est la soixante-cinquième édition de la deuxième division espagnole. Les vingt-deux clubs participants au championnat sont confrontés à deux reprises aux vingt-et-un autres.
En fin de saison, les trois premiers du classement final sont promus en Primera División alors les quatre derniers sont relégués et remplacés par les quatre meilleures formations de Segunda División B.
Le Málaga CF B et le Real Madrid Castilla, équipe réserve respectivement du Málaga CF et du Real Madrid, ne peuvent pas être promues en première division. En revanche, elles peuvent être reléguées en troisième division si elles terminent en bas du classement ou si leur équipe première est relégué en deuxième division.

## Participants
| \| Albacete Almería Castellón Ciudad Murcia Eibar Elche Gimnàstic Hércules Levante Lleida Lorca Málaga B Murcie Numancia Poli. Ejido Rac. Ferrol R. M. Castilla Recreativo Spo. Gijón Tenerife Valladolid Xerez \| Localisation des clubs engagés dans le championnat. |
| Albacete Almería Castellón Ciudad Murcia Eibar Elche Gimnàstic Hércules Levante Lleida Lorca Málaga B Murcie Numancia Poli. Ejido Rac. Ferrol R. M. Castilla Recreativo Spo. Gijón Tenerife Valladolid Xerez                                                           |

Les équipes classées de la 4e à la 18e place de la saison dernière, les trois derniers de Primera División 2004-2005 et les quatre équipes vainqueurs des barrages de promotion de Segunda División B 2004-2005 participent à la compétition.
| Équipe                 | Ville                  | Stade                     | Capacité |
| ---------------------- | ---------------------- | ------------------------- | -------- |
| Albacete Balompié      | Albacete               | Carlos Belmonte           | 17 500   |
| UD Almería             | Almería                | Jeux méditerranéens       | 15 000   |
| CD Castellón           | Castellón de la Plana  | Stade de Castàlia         | 14 485   |
| Ciudad de Murcia       | Murcie                 | La Condomina              | 16 800   |
| SD Eibar               | Eibar                  | Ipurua                    | 5 000    |
| Elche CF               | Elche                  | Martínez Valero           | 36 017   |
| Gimnàstic de Tarragone | Tarragone              | Nouveau stade             | 14 591   |
| Hércules CF            | Alicante               | José Rico Pérez           | 29 500   |
| Levante UD             | Valence                | Ciutat de València        | 26 354   |
| UE Lleida              | Lérida                 | Camp d'Esports            | 13 500   |
| Lorca Deportiva        | Lorca                  | Francisco Artés Carrasco  | 8 120    |
| Málaga CF B            | Málaga                 | La Rosaleda               | 28 963   |
| CD Numancia            | Soria                  | Nuevo Los Pajaritos       | 9 800    |
| Polideportivo Ejido    | El Ejido               | Santo Domingo             | 7 870    |
| Racing de Ferrol       | Ferrol                 | A Malata                  | 12 024   |
| Real Madrid Castilla   | Madrid                 | Alfredo Di Stéfano        | 6 000    |
| Real Murcie            | Murcie                 | Nueva Condomina           | 33 045   |
| Recreativo de Huelva   | Huelva                 | Nuevo Colombino           | 21 670   |
| Sporting de Gijón      | Gijón                  | El Molinón                | 25 885   |
| CD Tenerife            | Santa Cruz de Tenerife | Heliodoro Rodríguez López | 22 824   |
| Real Valladolid        | Valladolid             | José Zorrilla             | 26 512   |
| Xerez CD               | Jerez de la Frontera   | Chapín                    | 20 523   |

## Compétition

### Classement
Le classement est établi sur le barème de points classique (victoire à 3 points, match nul à 1, défaite à 0).
Pour départager les égalités, on tient d'abord compte des points en confrontations directes, puis de la différence de buts en confrontations directes, puis du nombre de buts marqués en confrontations directes, puis de la différence de buts générale, puis du nombre de buts marqués, et enfin du nombre de points de fair-play et enfin si la qualification ou la relégation est en jeu, les deux équipes jouent une rencontre d'appui sur terrain neutre.
| Rang | Équipe                 | Pts | J  | G  | N  | P  | Bp | Bc | Diff |
| ---- | ---------------------- | --- | -- | -- | -- | -- | -- | -- | ---- |
| 1    | Recreativo de Huelva   | 78  | 42 | 22 | 12 | 8  | 67 | 32 | +35  |
| 2    | Gimnàstic de Tarragone | 76  | 42 | 23 | 7  | 12 | 48 | 38 | +10  |
| 3    | Levante UD R           | 74  | 42 | 20 | 14 | 8  | 53 | 39 | +14  |
| 4    | Ciudad de Murcia       | 72  | 42 | 20 | 12 | 10 | 53 | 42 | +11  |
| 5    | Lorca Deportiva P      | 69  | 42 | 19 | 12 | 11 | 56 | 39 | +17  |
| 6    | UD Almería             | 67  | 42 | 20 | 7  | 15 | 54 | 43 | +11  |
| 7    | Xerez CD               | 67  | 42 | 18 | 13 | 11 | 60 | 46 | +14  |
| 8    | CD Numancia R          | 63  | 42 | 18 | 9  | 15 | 50 | 55 | -5   |
| 9    | Sporting de Gijón      | 56  | 42 | 13 | 17 | 12 | 41 | 34 | +7   |
| 10   | Real Valladolid        | 55  | 42 | 14 | 13 | 15 | 54 | 54 | 0    |
| 11   | Real Madrid Castilla P | 55  | 42 | 16 | 7  | 19 | 55 | 50 | +5   |
| 12   | CD Castellón P         | 54  | 42 | 14 | 12 | 16 | 46 | 50 | -4   |
| 13   | Albacete Balompié R    | 54  | 42 | 14 | 12 | 16 | 44 | 57 | -13  |
| 14   | Elche CF               | 53  | 42 | 13 | 14 | 15 | 47 | 54 | -7   |
| 15   | Polideportivo Ejido    | 53  | 42 | 15 | 8  | 19 | 43 | 50 | -7   |
| 16   | Real Murcie            | 52  | 42 | 13 | 13 | 16 | 41 | 40 | +1   |
| 17   | Hércules CF P          | 52  | 42 | 13 | 13 | 16 | 39 | 49 | -10  |
| 18   | CD Tenerife            | 51  | 42 | 13 | 12 | 17 | 53 | 60 | -7   |
| 19   | UE Lleida              | 46  | 42 | 12 | 10 | 20 | 43 | 53 | -10  |
| 20   | Racing de Ferrol       | 37  | 42 | 7  | 16 | 19 | 44 | 63 | -19  |
| 21   | Málaga CF B            | 36  | 42 | 8  | 12 | 22 | 42 | 68 | -26  |
| 22   | SD Eibar               | 35  | 42 | 6  | 17 | 19 | 28 | 45 | -17  |

Promotion
- 1er, 2e et 3e : promotion en Primera División

Relégation
- 19e, 20e, 21e et 22e : relégation en Segunda División B

Abréviations
- R : Relégués de Primera División 2004-2005
- P : Promus de Segunda División B 2004-2005

### Résultats
| Résultats (▼dom., ►ext.)                                   | ALB | ALM | CAS | CIU | EIB | ELC | GIM | HER | LEV | LLE | LOR | MAL | MUR | NUM | POL | RFE | RMC | REC | SPO | TEN | VLL | XER |
| Albacete Balompié                                          |     | 3-1 | 1-1 | 2-2 | 2-1 | 1-2 | 1-4 | 2-0 | 1-1 | 1-0 | 1-0 | 0-1 | 0-0 | 0-0 | 1-0 | 1-2 | 1-0 | 1-0 | 1-0 | 3-2 | 2-3 | 2-0 |
| UD Almería                                                 | 1-2 |     | 2-1 | 1-0 | 1-1 | 2-0 | 0-1 | 1-0 | 5-1 | 3-1 | 1-0 | 2-1 | 2-0 | 1-2 | 1-2 | 2-1 | 3-2 | 2-1 | 3-0 | 2-0 | 2-1 | 3-0 |
| CD Castellón                                               | 0-0 | 2-0 |     | 1-2 | 2-0 | 1-1 | 0-2 | 1-2 | 0-0 | 0-3 | 0-0 | 2-2 | 2-1 | 0-1 | 2-1 | 1-0 | 3-1 | 2-0 | 1-0 | 1-0 | 0-0 | 3-2 |
| Ciudad de Murcia                                           | 0-0 | 0-0 | 0-0 |     | 0-2 | 4-1 | 2-0 | 1-0 | 2-1 | 3-1 | 1-0 | 5-0 | 1-0 | 0-1 | 0-1 | 2-1 | 2-1 | 3-1 | 1-0 | 3-0 | 0-2 | 2-6 |
| SD Eibar                                                   | 1-1 | 0-1 | 2-0 | 0-0 |     | 1-2 | 0-1 | 0-1 | 1-1 | 1-1 | 0-3 | 1-1 | 0-0 | 1-2 | 3-1 | 1-1 | 1-3 | 2-1 | 0-1 | 0-1 | 0-1 | 0-1 |
| Elche CF                                                   | 4-3 | 0-0 | 1-2 | 0-0 | 1-1 |     | 1-0 | 1-1 | 0-1 | 3-2 | 1-3 | 2-0 | 1-1 | 4-1 | 2-0 | 1-0 | 2-1 | 1-1 | 0-0 | 2-2 | 0-2 | 1-0 |
| Gimnàstic de Tarragone                                     | 4-1 | 1-0 | 1-1 | 2-0 | 1-0 | 1-0 |     | 1-1 | 1-0 | 0-2 | 2-0 | 3-2 | 3-1 | 1-0 | 2-0 | 1-2 | 0-1 | 0-0 | 0-4 | 0-0 | 3-2 | 0-3 |
| Hércules CF                                                | 2-1 | 2-2 | 1-0 | 2-1 | 1-1 | 0-0 | 0-1 |     | 3-0 | 2-1 | 0-2 | 1-1 | 1-1 | 4-0 | 1-0 | 1-1 | 0-1 | 0-2 | 3-2 | 1-0 | 2-0 | 0-3 |
| Levante UD                                                 | 1-1 | 2-4 | 3-2 | 6-0 | 0-0 | 1-0 | 1-1 | 2-0 |     | 2-0 | 0-0 | 2-1 | 1-0 | 1-0 | 2-0 | 2-1 | 3-0 | 1-3 | 0-0 | 1-0 | 2-1 | 2-3 |
| UE Lleida                                                  | 3-0 | 1-0 | 1-0 | 1-2 | 0-0 | 0-0 | 1-2 | 0-1 | 0-1 |     | 2-2 | 0-0 | 1-1 | 5-0 | 1-0 | 1-1 | 2-1 | 0-4 | 0-1 | 2-1 | 0-4 | 0-1 |
| Lorca Deportiva                                            | 3-0 | 1-1 | 3-2 | 2-2 | 1-0 | 2-1 | 1-0 | 4-0 | 1-1 | 1-2 |     | 1-0 | 0-1 | 1-1 | 0-0 | 1-1 | 2-1 | 2-1 | 1-0 | 1-1 | 2-0 | 1-1 |
| Málaga CF B                                                | 1-1 | 3-1 | 1-2 | 0-1 | 1-1 | 1-3 | 1-2 | 1-1 | 0-0 | 0-1 | 2-1 |     | 2-0 | 5-4 | 0-1 | 0-1 | 0-1 | 0-2 | 1-0 | 1-4 | 2-1 | 0-0 |
| Real Murcie                                                | 2-0 | 1-0 | 4-1 | 0-0 | 1-0 | 1-0 | 0-1 | 3-1 | 0-0 | 2-0 | 0-1 | 4-1 |     | 3-1 | 0-0 | 2-1 | 1-1 | 0-2 | 1-0 | 2-2 | 2-2 | 0-1 |
| CD Numancia                                                | 1-0 | 3-0 | 2-1 | 1-1 | 1-2 | 3-1 | 0-1 | 1-0 | 0-1 | 1-0 | 1-0 | 2-1 | 0-0 |     | 1-2 | 1-1 | 3-2 | 0-3 | 1-0 | 2-0 | 3-2 | 1-1 |
| Polideportivo Ejido                                        | 2-0 | 0-1 | 0-2 | 2-3 | 0-1 | 2-1 | 2-0 | 3-1 | 0-0 | 2-1 | 2-3 | 1-2 | 0-3 | 0-1 |     | 4-2 | 0-3 | 0-0 | 1-0 | 2-0 | 1-1 | 4-1 |
| Racing de Ferrol                                           | 2-3 | 1-1 | 1-1 | 1-1 | 4-0 | 2-1 | 1-1 | 1-1 | 1-2 | 0-0 | 0-3 | 2-1 | 2-2 | 1-3 | 0-1 |     | 0-0 | 0-3 | 0-0 | 2-3 | 0-1 | 1-1 |
| Real Madrid Castilla                                       | 3-0 | 0-1 | 1-2 | 0-1 | 1-0 | 4-0 | 1-0 | 3-0 | 0-0 | 0-0 | 1-2 | 4-1 | 1-0 | 1-1 | 2-0 | 1-0 |     | 1-2 | 1-1 | 1-2 | 2-3 | 4-3 |
| Recreativo de Huelva                                       | 1-1 | 2-0 | 2-2 | 1-0 | 0-0 | 2-0 | 3-0 | 1-0 | 4-1 | 3-2 | 2-1 | 0-0 | 1-0 | 1-1 | 2-2 | 3-0 | 4-1 |     | 0-0 | 3-1 | 2-0 | 1-2 |
| Sporting de Gijón                                          | 2-0 | 1-0 | 2-0 | 2-2 | 1-1 | 2-2 | 0-1 | 1-1 | 0-2 | 2-0 | 1-0 | 0-0 | 1-0 | 1-0 | 1-1 | 3-1 | 1-1 | 1-1 |     | 2-2 | 1-1 | 1-1 |
| CD Tenerife                                                | 1-1 | 2-1 | 1-1 | 0-1 | 1-1 | 0-0 | 3-1 | 0-0 | 0-1 | 2-2 | 2-3 | 3-2 | 3-1 | 2-1 | 2-1 | 1-2 | 0-1 | 1-0 | 1-3 |     | 2-1 | 3-1 |
| Real Valladolid                                            | 0-1 | 1-0 | 1-0 | 0-2 | 0-0 | 2-2 | 0-2 | 1-1 | 3-3 | 3-2 | 1-1 | 1-1 | 1-0 | 3-1 | 0-1 | 3-3 | 1-0 | 0-1 | 1-3 | 1-1 |     | 3-1 |
| Xerez CD                                                   | 3-1 | 0-0 | 2-1 | 0-0 | 2-1 | 1-2 | 0-0 | 1-0 | 0-1 | 0-1 | 3-0 | 4-2 | 2-0 | 1-1 | 1-1 | 2-0 | 2-1 | 1-1 | 0-0 | 3-1 | 0-0 |     |
| - Victoire à domicile - Match nul - Victoire à l'extérieur |     |     |     |     |     |     |     |     |     |     |     |     |     |     |     |     |     |     |     |     |     |     |

## Statistiques

### Meilleurs buteurs
Le trophée Pichichi est un trophée décerné par le journal espagnol Marca au meilleur buteur évoluant dans le championnat de deuxième division, il récompense le joueur ayant marqué le plus de buts.
| Rang | Joueur          | Équipe               | Buts |
| ---- | --------------- | -------------------- | ---- |
| 1    | Ikechukwu Uche  | Recreativo de Huelva | 20   |
| 2    | José Juan Luque | Ciudad de Murcia     | 19   |
| 2    | Roberto Soldado | Real Madrid Castilla | 19   |
| 4    | Mate Bilić      | UE Lleida            | 18   |
| 5    | Gastón Casas    | Recreativo de Huelva | 14   |
| 6    | Alexandre Geijo | Xerez CD             | 13   |
| 6    | Nino            | Elche CF             | 13   |
| 6    | Tati Maldonado  | Lorca Deportiva      | 13   |
| 9    | Pablo Calandria | Sporting de Gijón    | 12   |
| 9    | Moisés García   | Hércules CF          | 12   |
| 9    | Joseba Llorente | Real Valladolid      | 12   |

### Meilleurs gardiens
Le trophée Zamora est un trophée décerné par le journal espagnol Marca au meilleur gardien évoluant dans le championnat de deuxième division, il récompense le gardien ayant le meilleur ratio de buts encaissés par match.
| Rang | Joueur            | Équipe               | Buts encaissés | MJ | Ratio |
| ---- | ----------------- | -------------------- | -------------- | -- | ----- |
| 1    | Roberto Fernández | Sporting de Gijón    | 31             | 38 | 0.82  |
| 2    | Pablo Cavallero   | Levante UD           | 32             | 37 | 0.86  |
| 3    | David Cobeño      | Real Madrid Castilla | 26             | 29 | 0.90  |
| 4    | Juanmi            | Real Murcie          | 38             | 41 | 0.92  |
| 5    | Joaquín Valerio   | UD Almería           | 38             | 39 | 0.97  |

### Meilleurs entraîneurs
Le trophée Miguel Muñoz est un trophée décerné par le journal espagnol Marca qui récompense le meilleur entraîneur de la saison.
| Rang | Entraîneur          | Équipe                 | Points |
| ---- | ------------------- | ---------------------- | ------ |
| 1    | Unai Emery          | Lorca Deportiva        | 76     |
| 2    | Abel Resino         | Ciudad de Murcia       | 72     |
| 3    | Luis César Sampedro | Gimnàstic de Tarragone | 70     |

## Bilan de la saison
| Championnat d'Espagne de football de deuxième division 2005-2006 |                                  |
| Champion                                                         | Recreativo de Huelva (1er titre) |
| Dauphin                                                          | Gimnàstic de Tarragone           |
| Promotions et relégations                                        |                                  |
| Promus en Primera División                                       | Recreativo de Huelva             |
| Promus en Primera División                                       | Gimnàstic de Tarragone           |
| Promus en Primera División                                       | Levante UD                       |
| Relégués en Segunda División                                     | Deportivo Alavés                 |
| Relégués en Segunda División                                     | Cadix CF                         |
| Relégués en Segunda División                                     | Málaga CF                        |
| Promus en Segunda División                                       | UD Salamanque                    |
| Promus en Segunda División                                       | UD Las Palmas                    |
| Promus en Segunda División                                       | UD Vecindario                    |
| Promus en Segunda División                                       | SD Ponferradina                  |
| Relégués en Segunda División B                                   | UE Lleida                        |
| Relégués en Segunda División B                                   | Racing de Ferrol                 |
| Relégués en Segunda División B                                   | Málaga CF B                      |
| Relégués en Segunda División B                                   | SD Eibar                         |